# دوچیسه
دوچیسه (به لاتین: Dučice) یک منطقهٔ مسکونی در مونته‌نگرو است که در شهرداری نیکشیچ واقع شده‌است. دوچیسه ۵۵۲ نفر جمعیت دارد.